# Gradungula sorenseni
Gradungula sorenseni is een spinnensoort uit de familie Gradungulidae. De soort komt voor in Nieuw-Zeeland en is de typesoort van het geslacht Gradungula.